# Casas de Juan Núñez
Casas de Juan Núñez es un municipio y localidad española de la provincia de Albacete, en la comunidad autónoma de Castilla-La Mancha. El término municipal tiene una población de 1361 habitantes (INE 2024).

## Geografía
El término municipal limita con Pozo-Lorente, Chinchilla de Monte-Aragón, Higueruela, Valdeganga, Villavaliente y Jorquera. Está situado al sureste de la península ibérica.
Es básicamente llano, con elevaciones al sur, debido a la presencia de la Cordillera de Montearagón. Está atravesado por varias cañadas o ramblas que van de la sierra al valle del Júcar, entre las que destaca la de Los Villares que discurre junto al municipio. Está situado a 27 km de la capital provincial, a una altura media de 705 m sobre el nivel del mar. La extensión del término municipal es de 88.98 km².
La usos del suelo del término municipal se distribuyen en: 79.7% tierras labradas, 5.4% pastos, 9.3% forestal y 5.6% otras no forestales.

## Historia
A mediados del siglo XIX, el lugar tenía contabilizada una población de 744 habitantes. La localidad aparece descrita en el sexto volumen del Diccionario geográfico-estadístico-histórico de España y sus posesiones de Ultramar de Pascual Madoz de la siguiente manera: 

CASAS DE JUAN NUÑEZ: l. con ayunt. en la prov. y aud. terr. de Albacete (5 leg.), part. jud. de Casas Ibañez (4), c. g. de Valencia (24), dióc. de Cartagena, cuyo ob. reside en Murcia (22): sit. en llano al borde de una cañada, con libre ventilacion y clima sano. Tiene 150 casas distribuidas en varias calles anchas, pero sin alinear y de mal piso por carecer de empedrado; una plaza de figura irregular; un pósito pío, fundado por el cardenal Belluga, reducido ya casi á la nulidad en atencion á que hará cerca de 30 años que ni se han dado cuentas ni verificado el reintegro; escuela de instruccion primaria, que sirve el secretario de ayunt. por una pequeña retribucion, y una igl. parr. (San Pedro ad vincula), servida por un cura de entrada y un sacristan de nombramiento del diocesano; el cementerio se halla fuera de la pobl., y está cercado de una buena pared de mamposteria; á las inmediaciones del l. hay varios pozos, de cuyas aguas, asi como de las de los aljibes que hay en algunas casas, se surte el vecindario para beber y demas usos domésticos. Confina el térm. N. Jorquera; E. Pozolorente y el mismo Jorquera; S. Hoya Gonzalo y Chinchilla, y O. el repetido Jorquera: dentro de esta circunferencia se encuentran los cas. titulados Casa de Roscado y la Losa. El terreno llano casi en la totalidad, sin mas que algunos pequeños cerros ó colinas al SE.; que forman cortos vallejos y cañadas, es de secano y flojo; lo forma una delgada capa de tierra sobre pizarra, que lo hace fresco y de buen llevar en las prod.; habia antes bosques de pinos y carrascas, de los cuales solo quedan pocos pimpollos y algun trozo de monte bajo. caminos: los locales, llanos y en algunos puntos buenos, pero en otros, particularmente por los valles y cañadas, casi intransitables por la incuria y abandono en que se tienen. correo: se recibe de la adm. de Jorquera dos veces á la semana. prod.: azafran, geja, cebada, vino, centeno, avena y guijas: los rendimientos pueden calcularse en 6 por uno de sembradura en el grano mayor, y 10 en el menor, y aun podrian aumentarse si en la barbechera y demas labores, hubiera mas esmero; se cria ganado lanar, yeguar y mular, acaso mas que en ningun otro pueblo del part. ind.: ademas de la agrícola, que es la principal, hay los oficios mas indispensables, y algunos telares de lana y lienzos ordinarios para el consumo de los vec. comercio: el tráfico en ganados, esportacion de frutos sobrantes é importacion de arroz, aceite y otros géneros; hay 2 tiendas de art. de primera necesidad pero mal surtidas. pobl.: 170 vecinos, 744 almas. cap. prod.: 2.598,555 rs. imp.: 125,261. contr.: 8,766.
(Madoz, 1847, p. 45)

## Geografía humana

### Demografía
Cuenta con una población de 1361 habitantes (INE 2024).
| Gráfica de evolución demográfica de Casas de Juan Núñez entre 1842 y 2021                                             |
| |
| Población de derecho según los censos de población del INE. Población de hecho según los censos de población del INE. |

Tras un paulatino decremento de la población desde la década de 1960, en los últimos años se ha estabilizado (a grandes rasgos, con altibajos puntuales y con una ligera tendencia al alza). Contaba con una población de 1326 habitantes a 1 de enero de 2020, según datos del INE.
| 1900 | 1910 | 1920 | 1930 | 1940 | 1950 | 1960 | 1970 | 1981 | 1991 | 1996 | 2001 | 2006 | 2010 | 2015 | 2017 |
| ---- | ---- | ---- | ---- | ---- | ---- | ---- | ---- | ---- | ---- | ---- | ---- | ---- | ---- | ---- | ---- |
| 997  | 1203 | 1547 | 1675 | 2038 | 2156 | 1973 | 1582 | 1409 | 1204 | 1322 | 1254 | 1358 | 1410 | 1382 | 1291 |

### Economía
La economía local tradicional se ha basado en la agricultura (cebada,  trigo, alfalfa, olivo, vid y almendra) y la ganadería (ovina, caprina y porcina), aunque en las últimas décadas del siglo XX las labores tradicionales se han ido dejando en favor de la creación de pequeñas empresas dedicadas al sector de los transportes, la construcción, explotación de canteras y otros servicios.
Según los datos del Instituto de Estadística de Castilla-La Mancha (2006) la distribución laboral por sectores en el municipio sería:
- 39.4% Servicios.
- 31.1% Construcción.
- 23.1% Agricultura y ganadería.
- 6.5% Industria.

### Comunicaciones
Casas de Juan Núñez está comunicada  con Albacete a través de la carretera CM-332, que constituye la principal vía de comunicación de la localidad. De igual modo, por el municipio discurren otras carreteras que permiten la conexión con los restantes municipios vecinos, así como también con la autovía de Alicante (A-31) y la N-322.
- CM-332. Autonómica de primer nivel: Albacete - Casas de Juan Núñez - Alatoz - Casas de Juan Gil
- CM-3209. Autonómica de segundo nivel: Casas de Juan Núñez - Pozo-Lorente - Higueruela - Bonete - Autovía de Alicante.
- B-13. Carretera Provincial: Casas de Juan Núñez - Hoya-Gonzalo - Autovía de Alicante
- B-4. Carretera Provincial: Casas de Juan Núñez - Valdeganga - Carretera Nacional N-322
- AB-880. Carretera Provincial: Casas de Juan Núñez - Casas-Ibáñez

## Administración
Los resultados de las últimas elecciones municipales de Casas de Juan Núñez, celebradas en mayo de 2023, fueron:
- Partido Socialista Obrero Español: 5 concejales (56.49 % de los votos).
- Partido Popular: 4 concejales (42.69 % de los votos).

| Periodo   | Nombre                                                                | Partido |
| --------- | --------------------------------------------------------------------- | ------- |
| 1979-1983 | Francisco Valero Valero                                               | UCD     |
| 1983-1987 | Alonso Cutanda Moreno                                                 | AP      |
| 1987-1991 | Alonso Cutanda Moreno                                                 | AP      |
| 1991-1995 | Abencio Cutanda Sánchez                                               | PSOE    |
| 1995-1999 | Abencio Cutanda/Juan Salmerón                                         | PSOE    |
| 1999-2003 | Alonso Cutanda Moreno                                                 | PP      |
| 2003-2007 | Juan Navarro Tenés                                                    | PSOE    |
| 2007-2011 | Abencio Cutanda Sánchez                                               | PSOE    |
| 2011-2015 | Abencio Cutanda Sánchez (2011-2012) Alonso Cutanda Moreno (2012-2015) | PSOE PP |
| 2015-2019 | Alonso Cutanda Moreno                                                 | PP      |
| 2019-2023 | Juan Carlos Gómez González                                            | PSOE    |
| 2023-act. | Juan Carlos Gómez González                                            | PSOE    |

## Patrimonio

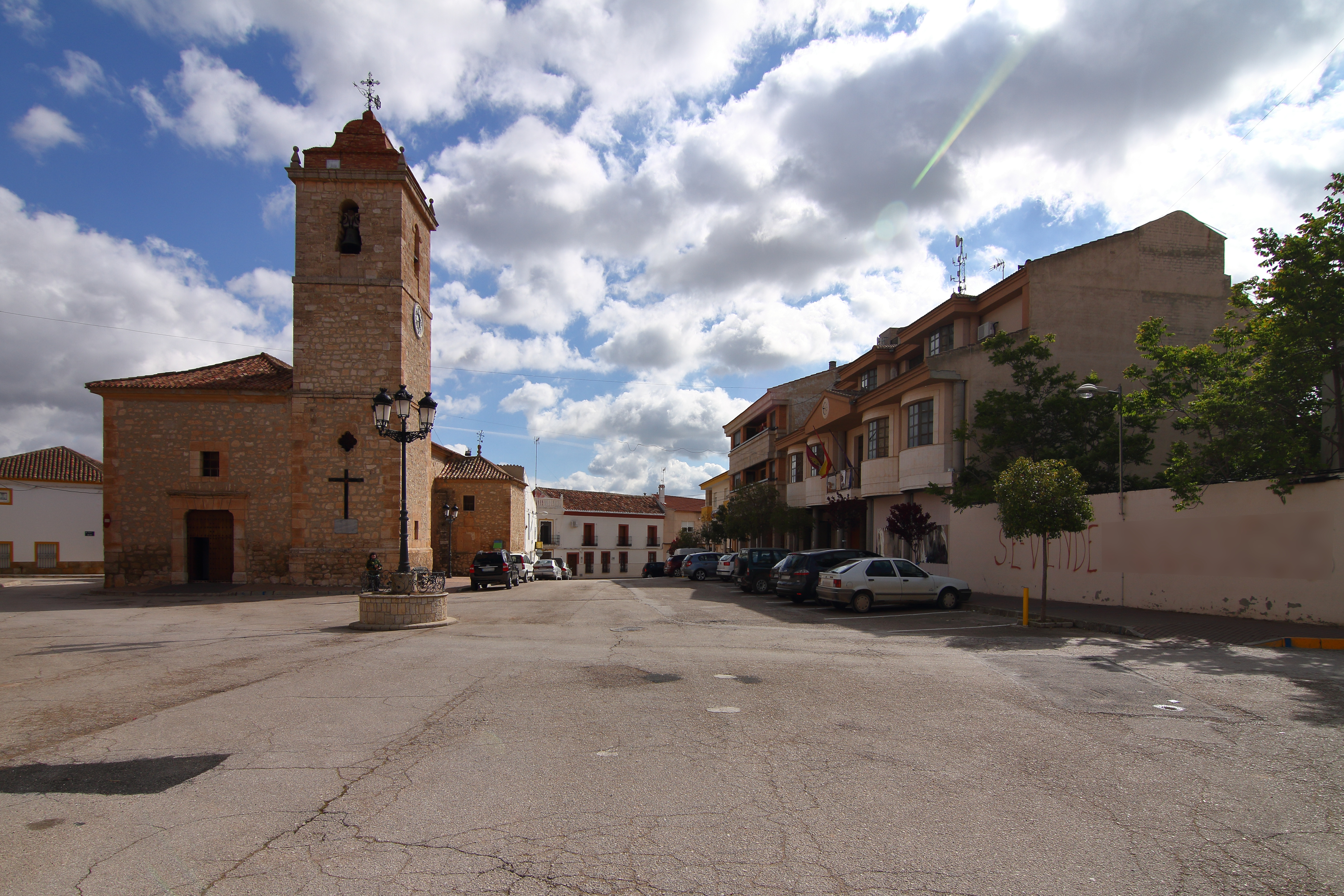
Plaza de Castilla-La Mancha, Iglesia y Ayuntamiento

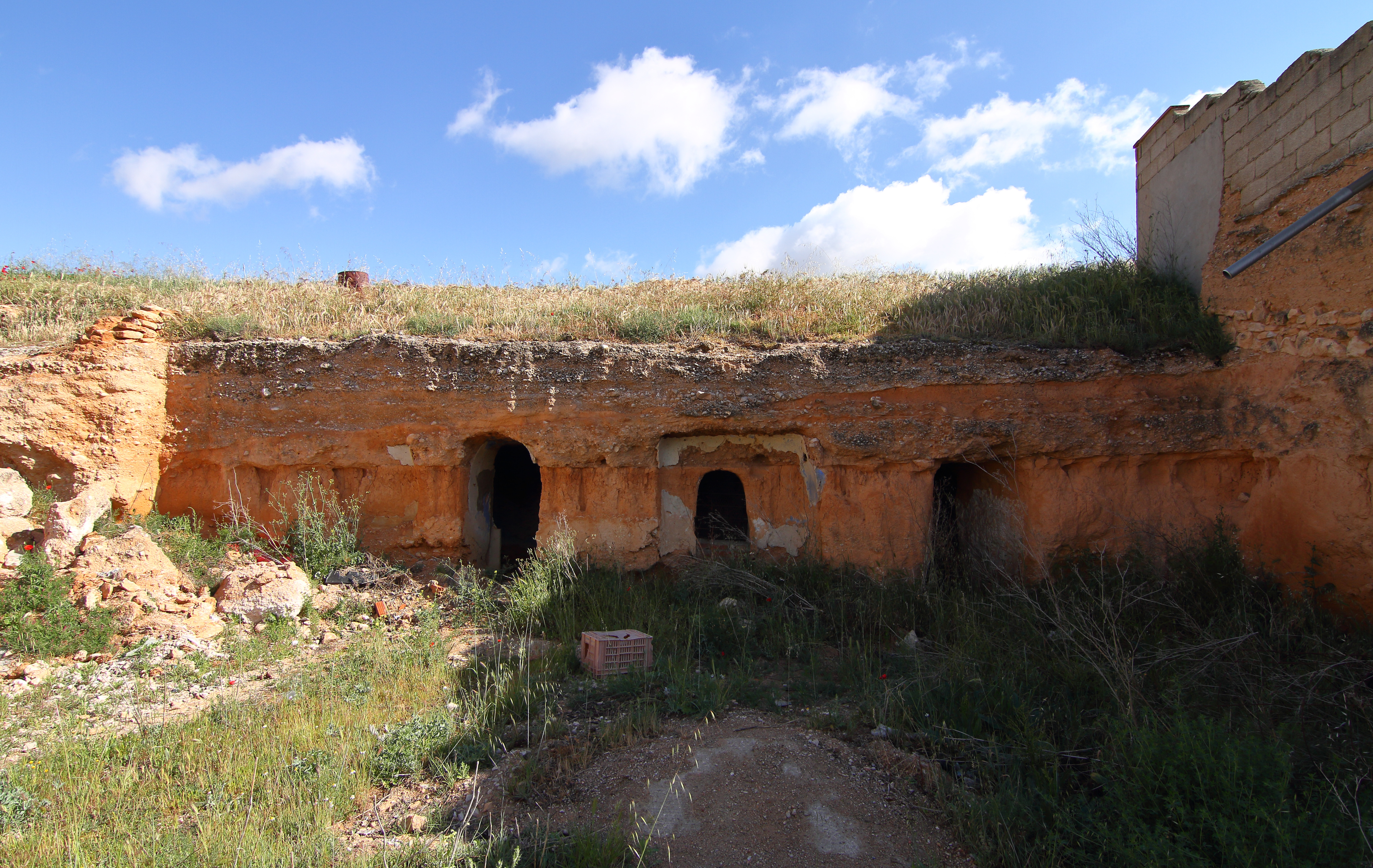
Casas cueva en la calle San Pedro

El municipio cuenta con la Iglesia de San Pedro Apóstol del siglo XVIII y con un barrio de casas-cueva.
Asimismo se han encontrado restos de origen íbero, entre los que destaca la figura tallada en piedra de un caballo del siglo V a. C., que se encuentra expuesta en el Museo Arqueológico de Albacete.
En el término municipal es posible encontrar los típicos cucos, de alto valor antropológico y cultural. Los cucos son antiguas obras realizadas con piedra de forma semiesférica y que servían como refugio de pastores, y que todavía hoy se pueden ver en muchas zonas de la llanura manchega albaceteña.

## Fiestas
El calendario festivo del municipio comienza en enero, con las fiestas de San Antón (el día 17), donde tienen lugar las tradicionales hogueras y se reparte el rollo bendecido. 
El jueves anterior al Miércoles de Ceniza se celebra el Jueves Lardero, en el que la gente sale al campo a comerse la mona, bollo dulce con un huevo duro en el centro, el hornazo, masa de pan con aceite y sardinas saladas o embutidos por encima, y los típicos bizcochos de jueves lardero. 
En mayo se celebran las fiestas mayores en honor a San Isidro (día 15). La imagen del santo es bajada desde la ermita, situada a dos kilómetros del pueblo, en la tarde del domingo previo a las fiestas, y regresa a la misma en romería el fin de semana posterior, poniendo fin a las celebraciones. 
En agosto tiene lugar la Semana Cultural, donde se realizan diversas actividades, generalmente al aire libre.
También son tradicionales Los Quintos en Semana Santa, con especial seguimiento por parte de los jóvenes de la localidad.

## Gastronomía

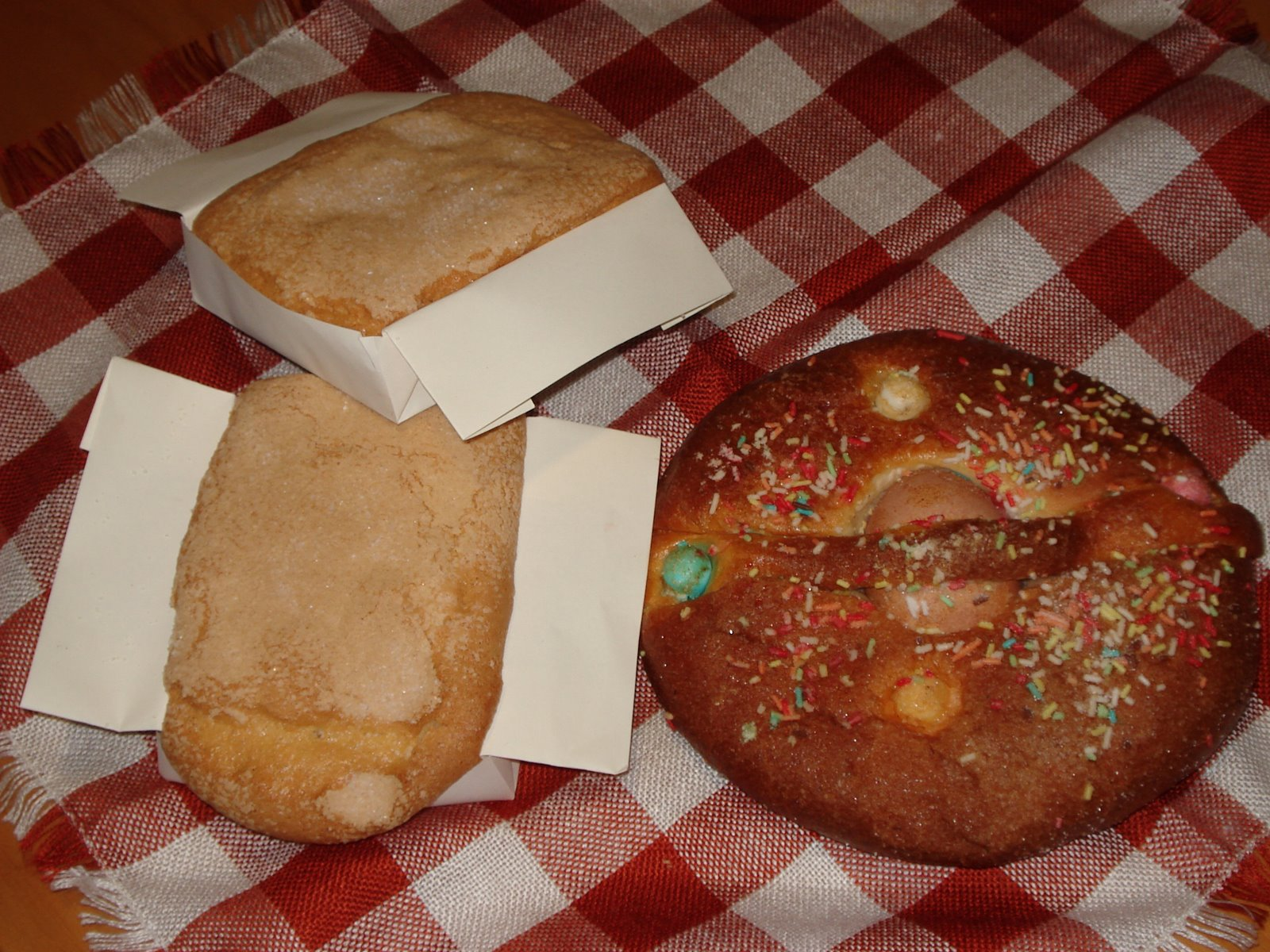
Bizcochos y mona, dulces típicos de Jueves Lardero en Casas de Juan Núñez.

La población tiene una gastronomía típicamente manchega, enriquecida con los productos que se pueden encontrar en la zona: hortalizas de la ribera del Júcar, carnes de caza de la sierra de Chinchilla, caracoles serranos o hierbas silvestres: como las collejas.
Los platos típicos más representativos son los gazpachos manchegos, atascaburras, ajo de mataero, olla potajuda, arroz con collejas, ajoaceite, potaje con rellenos, gachas o migas ruleras, entre otros. 
Del cerdo se producen una gran variedad de embutidos: salchichas, chorizos, morcillas, salchichón o guarra.
Existen a su vez una gran cantidad de dulces típicos, muchos de ellos con reminiscencias árabes. Los dulces tiene principal protagonismo en la época de Cuaresma, pues en estas fechas es tradicional la abstinencia de carne (vigilia). La gastronomía de la zona se enriquece así con la elaboración de dulces como frutas de sartén, rollos fritos, las flores, los rellenos dulces, las gachas dulces o los buñuelos de calabaza. En Jueves Lardero es típico la mona y los bizcochos.